# Balada iubirilor deschise
Balada iubirilor deschise este al patrulea album de studio al cântăreței Angela Similea, lansat pe 14 august 1986 de către casa de discuri Electrecord pe vinil. Varianta pe casetă, lansată în același an, are altă copertă șj nu include titlul albumului. Muzica pentru întregul album lansat pe vinil a fost compusă de Marian Nistor, membru Savoy, care mai scrisese, anterior muzica pentru cântecele "Trandafirii" de pe Un albastru infinit (1978) și cântecele "Nostalgie", "O lacrimă" și "Grăbește-te și vino" de pe albumul Trăiesc (1985). Piesa "Am legat copacii la ochi" fusese înregistrată de muziciană, inițial, în 1977, aceasta reprezentând prima apariție disografică a cântecului.. Piesele albumului au fost realizate cu concursul formației Savoy. O parte din ele(Vis vegetal, Eu cu cine-mi joc iubirea, Îmi pare rău de fiecare clipă, Gheorghe Gheorghe, Declarație, Să fiu o floare și Balada iubirilor deschise) au fost aranjate orchestral de către compozitorul Dan Dimitriu.
Cântecul "Nu-mi lua iubirea dacă pleci" a câștigat "Marele Premiu" și "Trofeul Festivalului" la Festivalul Melodiile anului '86 în anul 1987.

## Lista pieselor
Pentru lansarea pe vinil, aceasta este ordinea pieselor:
| #  | Titlu                           | Versuri                        | Muzica        | Durată |
| -- | ------------------------------- | ------------------------------ | ------------- | ------ |
| 01 | „Vis vegetal”                   | Magda Isanos                   | Marian Nistor |        |
| 02 | „Recheamă-mă și-am să revin”    | Sandu Ștefănescu               | Marian Nistor |        |
| 03 | „Eu cu cine-mi joc iubirea”     | George Țărnea                  | Marian Nistor |        |
| 04 | „Îmi pare rău de fiecare clipă” | Ioan Alexandru, Victor Eftimiu | Marian Nistor |        |
| 05 | „Am legat copacii la ochi”      | Marin Sorescu                  | Marian Nistor |        |
| 06 | „Gheorghe, Gheorghe”            | Cântec tradițional             |               |        |
| 07 | „Declarație”                    | Mihai Codreanu                 | Marian Nistor |        |
| 08 | „Să fiu o floare”               | Ioana Proca                    | Marian Nistor |        |
| 09 | „Balada iubirilor deschise”     | George Țărnea                  | Marian Nistor |        |

Pentru lansarea pe casetă, ordinea pieselor a fost schimbată și au fost adăugate patru piese noi, pe muzica lui Marius Țeicu:
| #  | Titlu                           | Versuri                        | Muzica        | Durată |
| -- | ------------------------------- | ------------------------------ | ------------- | ------ |
| 01 | „Eu cu cine-mi joc iubirea”     | George Țărnea                  | Marian Nistor |        |
| 02 | „Am legat copacii la ochi”      | Marin Sorescu                  | Marian Nistor |        |
| 03 | „Recheamă-mă și-am să revin”    | Sandu Ștefănescu               | Marian Nistor |        |
| 04 | „Să fiu o floare”               | Ioana Proca                    | Marian Nistor |        |
| 05 | „Gheorge, Gheorghe”             | Cântec tradițional             |               |        |
| 06 | "O dată-n viață întâlnești"     | Sașa Georgescu                 | Marius Țeicu  |        |
| 07 | "E la moda sau nu e?            | Eugen Rotaru                   | Marius Țeicu  |        |
| 08 | "Nu-mi lua iubirea dacă pleci"  | Teodora Popa Mazilu            | Marius Țeicu  |        |
| 09 | "Iubește-mă mereu"              | Eugen Rotaru                   | Marius Țeicu  |        |
| 10 | „Declarație”                    | Mihai Codreanu                 | Marian Nistor |        |
| 11 | „Îmi pare rău de fiecare clipă” | Ioan Alexandru, Victor Eftimiu | Marian Nistor |        |
| 12 | „Vis vegetal”                   | Magda Isanos                   | Marian Nistor |        |
| 13 | „Balada iubirilor deschise”     | George Țărnea                  | Marian Nistor |        |